# Левінсон Євген Адольфович
Євге́н Адо́льфович Левінсо́н (* 7 (19) жовтня 1894, Одеса — † 21 березня 1968, Ленінград), архітектор, 1941 — член-кореспондент Академії архітектури СРСР, 1946 — доктор архітектури, 1947 — професор. Лауреат Сталінської премії — 1951, нагороджений Золотою медаллю Академії мистецтв СРСР — 1963, також двома орденами та медалями.

## Життєпис

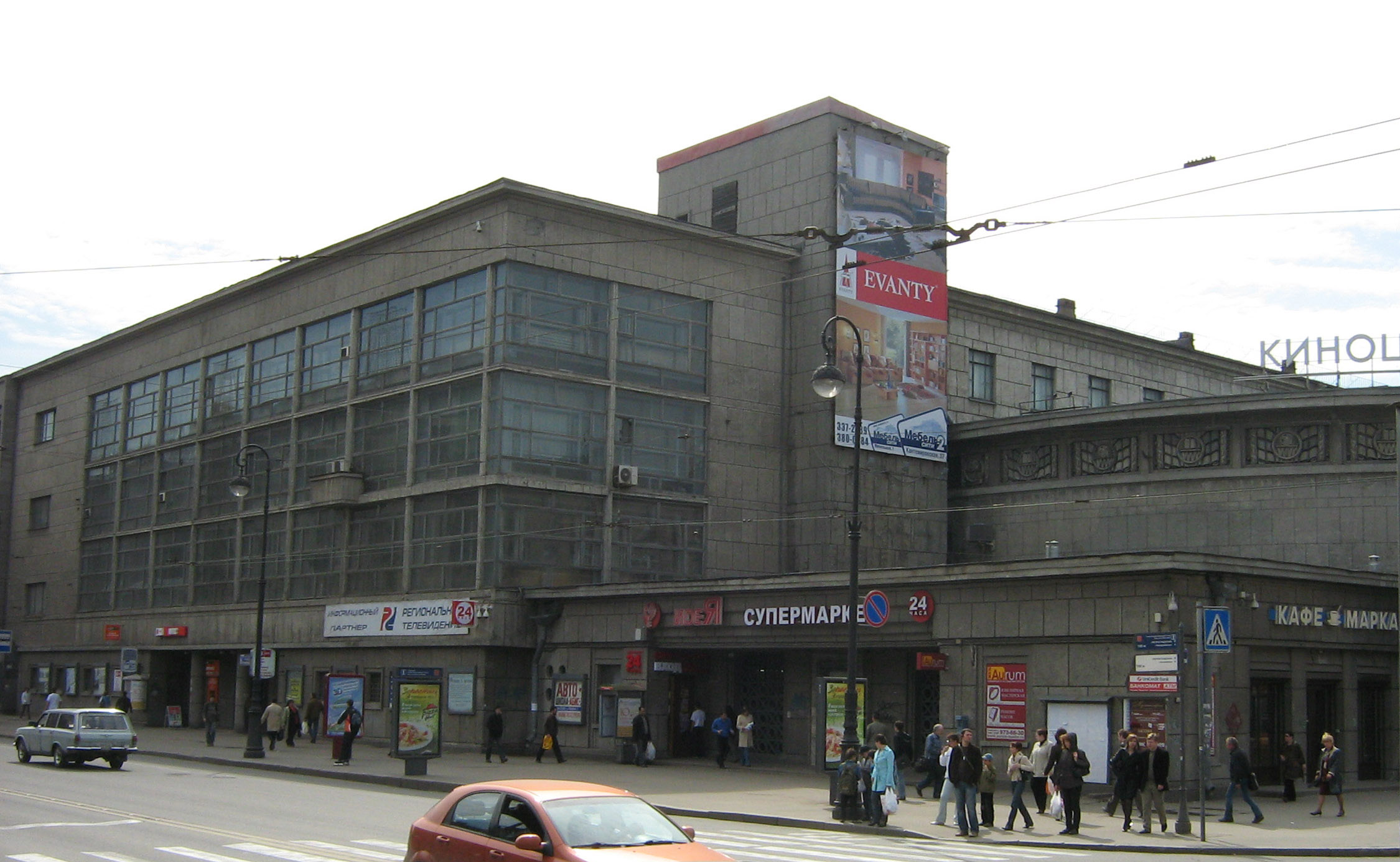
Будівля Лєнсовєту

Євген Левінсон народився в єврейській родині у Одесі. Замолоду займався спортом, грав у футбол, 1914 року грав у весняному та осінньому кубках Петроградської футбольної ліги — за «Путиловський кружок спортсменів-любителів» та в 1915—1916 роках за «Павловсько-тярлевський гурток любителів спорту».
1914 року скінчив навчання в Петербурзькому реальному училищі Черняєва, 1915 поступив в Інститут цивільних інженерів на архітектурний факультет. Брав уроки малювання у художника І. Г. Дроздова, ліпленню вчився у художника С. В. Аверкієва.
1916 року мобілізований до лав царської армії, ніс службу художником-декоратором в одному з піхотних полків Петербурга.
В 1918—1923 роках працює художником-декоратором театрів Одеси — театр революційної сатири («Теревсат»), «Мистецтво та праця», оформлював вистави в Малому держтеатрі.
У 1924 році повернувся до Ленінграда, 1927 року закінчив Ленінградський вищий художньо-технічний інститут, вчився в Фоміна та В. О. Щуко.
1928 року брав участь у конкурсі на проєкт Будинку керівництва Бурято-Монгольської АРСР в Улан-Уде, друга премія — в співавторстві з Н. А. Троцьким.
У 1929 році з Фоміним здобув перше місце на конкурсі проєкту робітничого містечка «Ленінградський печатник».
1930 року частково реалізовано його план побудови міста «Новий Мурманськ».
З 1932 року разом з Фоміним очолюють Третю архітектурно-планувальну майстерню тресту «Ленпроект».
Протягом 1932—1945 років викладав в ВХУТЕІНі.
Від 1933 по 1968 рік входив до складу Правління Ленінградського відділення Союзу архітекторів, керував секцією теорії архітектури.
5 березня 1939 Президія Верховної Ради УРСР нагородила Почесною грамотою «за видатні заслуги у створенні монументу пам'ятника Т. Г. Шевченка» професора М. Г. Манізера і архітектора Є. А. Левінсона — в Києві та Каневі.
З 1941 — член-кореспондент Академії архітектури СРСР.
Разом з І. І. Фоміним виконав ряд робіт у Ленінграді в стилі модернізованої класики:
- Будинок профілакторію на проспекті Єлізарова, з Л. В. Руднєвим та І. І. Фоміним, 1928—1930,
- Будинок культури імені Лєнсовєта на Кіровському проспекті, 1930—1936,
- житловий будинок для наркомату торгівлі на Пісочній вулиці, 1931,
- будинок легкої промисловості на проспекті Майорова, 1931—1934,
- житловий будинок Ленсовєту, 1931—1935, з В. О. Мунцем,
- житловий будинок на Петровській набережній, 1935—1940,
- житлові квартали в районі Щемиловки, 1937—1940, разом з С. І. Євдокимовим,
- Невську райраду на площі біля Володарського мосту, 1937—1940,
- житлові квартали на Московському проспекті — 1937—1946, все в Ленінграді.

В Москві —
- павільйон для ВДНГ, «Ленінград та північний схід», перша премія, 1936—1938,
- 1940, планування частини сучасної площі Гагаріна — разом з Аркадієм Аркіним.
- павільйон для ВДНГ, «Ленінград та північний захід», 1951—1954.

З початком нацистсько-радянської війни (до евакуації у грудні 1941 в Свердловськ) очолював роботи по зведенню оборонних споруд під Ленінградом.
В 1914—1947 роках по його проєкту, А. А. Оля та Г. О. Симонова провадилося будівництво житлових кварталів в Магнітогорську.
1944 року повертається до Ленінграда. Бере участь у проєктуванні відбудови міст СРСР, зокрема:
- реконструкції Суворовського проспекту в Ленінграді,
- проєкт реконструкції та відбудови Хрещатика,
- відновлення та реконструкції та відбудови Петрозаводська,
- планування та відбудови центральної частини Мінська.

З 1945 по 1968 рік — педагог Ленінградського інституту живопису.
У 1946 — доктор архітектури, з 1947 — професор.
Після нацистсько-радянської війни брав участь у відновленні міст Павловська і Пушкіна — за план відбудови останнього стає лауреатом Державної премії СРСР 1951 року — разом з архітектором Андрієм Олександровичем Грушке.
1951 року до творчої роботи в архітектурній майстерні прилучає Давида Гольдгора.
Є співавтором в Ленінграді:
- ленінградської станції метро «Автово», 1950—1955,
- забудов кварталів в Ленінграді на Щемилівці — 1958—1964,
- архітектурної частини меморіального комплексу на Піскарьовському кладовищі, 1960, скульптор Віра Ісаєва,
- Будинку культури «Невський» на проспекті Обуховської Оборони, 1963—1968,
- Будинку мод на Кіровському проспекті, 1963—1968,
- гостиниці «Радянська», 1968,
- Братського кладовища в Могильові, 1951,
- житлові будівлі на Івановській вулиці, 1950-ті.

Вийшла друком його роботи:
- «Ахітектура та будівництво житлового будинку Ленінградської ради», 1940,
- «Художнє скло та його застосування в архітектурі», 1953.

Серед його учнів — Вікторія Струзман, заслужений архітектор РФ, заслужений архітектор РФ Володимир Гаврилов, Юрій Курбатов, член-кореспондент РАН.
Похований на Серафимовському цвинтарі.

## Витоки
- ВРЕ [Архівовано 23 листопада 2012 у Wayback Machine.]
- Знамениті архітектори [Архівовано 29 квітня 2013 у Wayback Machine.]
- Інститут історії України [Архівовано 29 червня 2016 у Wayback Machine.]
- Левінсон Євген Адольфович(рос.) [Архівовано 22 жовтня 2018 у Wayback Machine.]
- http://www.d-c.spb.ru/archiv/37/21.html [Архівовано 25 лютого 2014 у Wayback Machine.]
- Монумент духовного безсмертя [Архівовано 26 лютого 2014 у Wayback Machine.]